# Maries megye
Maries megye az Amerikai Egyesült Államokban, azon belül Missouri államban található. Megyeszékhelye Vienna, legnagyobb városa Belle. Lakosainak száma 8432 fő (2020. április 1.). Maries megye Gasconade, Pulaski, Miller, Osage és Phelps megyékkel határos.

## Népesség
A megye népességének változása:
| Lakosok száma | 9181 | 9192 | 8995 | 9018 | 8963 | 8432 |
|               | 2010 | 2011 | 2012 | 2013 | 2015 | 2020 |